# Электрическая передача

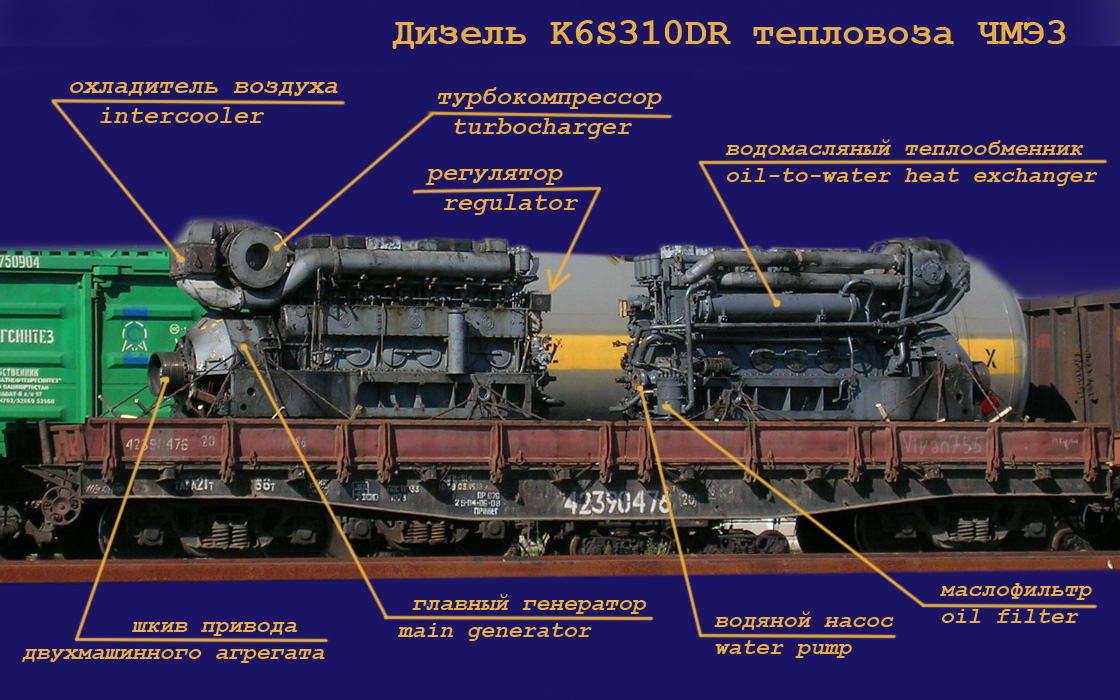
Дизель-генераторы тепловозов ЧМЭ3 мощностью 993 кВт

Электри́ческая переда́ча (ЭП) — широко применяемый на тяжёлых транспортных машинах способ всережимной передачи мощности двигателя внутреннего сгорания на движитель, предполагающий преобразование механической энергии вращения в электрическую и обратно, а также отсутствие жёсткой кинематической связи между первичным двигателем и движителем. В общем случае всегда состоит из тягового генератора и одного или нескольких тяговых электродвигателей. Выполняет функцию трансмиссии и решает аналогичные трансмиссии задачи: формирование гиперболической тяговой характеристики, движение вперёд-назад, трогание с места, разъединение первичного двигателя и движителя для работы первичного двигателя на холостом ходу. Область применения ЭП: городские автобусы, карьерные самосвалы, тяжёлые гусеничные трактора (танки), магистральные и маневровые тепловозы, морские теплоходы (дизель-электроходы, турбо-электроходы), морские суда-атомоходы (в том числе атомные подводные лодки). 

## Описание
Принцип работы

Механическая энергия вращения, вырабатываемая ДВС, который для любой ЭП является так называемым «первичным двигателем», передаётся на якорь тягового генератора, где превращается в электрическую энергию. Электрическая энергия в свою очередь передаётся по кабелям на тяговые электродвигатели, где превращается обратно в механическую энергию вращения для окончательной передачи на движитель транспортной машины. В процессе выработки и передачи электрическая энергия в ЭП может быть трансформирована по своей силе тока и напряжению без изменения мощности, что при необходимости позволяет сформировать гиперболическую тяговую характеристику самой транспортной машины при практически любой внешней скоростной характеристике первичного двигателя.
Управление

 В любой ЭП возможно применение 4-х видов регуляторов: регулятор мощности тягового генератора; регулятор возбуждения тягового генератора; регуляторы преобразователей тока; регуляторы возбуждения и направления вращения тяговых электродвигателей. Регулятор мощности тягового генератора определяет его частоту вращения и связанную с этой конкретной частотой его мощность в кВт. (фактически этим регулятором по умолчанию является сам первичный двигатель). Остальные три регулятора позволяют тем или иным образом менять силу тока и напряжения, а также обеспечивают коммутацию элементов ЭП для включения/выключения и изменения направления вращения тяговых электродвигателей. В случае необходимости получения гиперболической тяговой характеристики таковую в первую очередь обеспечивает регулятор возбуждения тягового генератора, а во вторую очередь — регуляторы возбуждения тяговых электродвигателей.
Классификатор по «прозрачности»

 ЭП могут быть классифицированы на «прозрачные» и «непрозрачные» по аналогии с гидравлическими передачами. Это неофициальная классификация, но она может встречаться в информационных материалах об ЭП. В так называемых «непрозрачных» ЭП тяговый генератор передаёт тяговым электродвигателям электрическую мощность при переменных значениях силы тока и напряжения. Подобные передачи в первую очередь нужны на наземных транспортных машинах с поршневыми ДВС, так как последние сами по себе не могут обеспечить транспортной машине  гиперболическую тяговую характеристику. В так называемых «прозрачных» могут отсутствовать любые регуляторы, кроме регулятора мощности тягового генератора, а остаются только коммутационные аппараты для выключения и реверсирования. Подобные передачи могут применяться на судах (в том числе на подводных лодках), ввиду того, что гиперболическая тяговая характеристика судну не нужна.
Классификатор по току

 В роли двух основных элементов ЭП — тягового генератора и тягового электродвигателя — могут быть использованы вращающиеся электрические машины как постоянного тока, так и переменного тока. В зависимости от рода тока тягового генератора и тяговых электродвигателей ЭП делятся на ЭП постоянно-постоянного тока (или просто ЭП постоянного тока), ЭП переменно-постоянного тока, ЭП переменно-переменного тока (или прото ЭП переменного тока), а ЭП постоянно-переменного тока не существует. Сам конкретный тип применяемых электрических машин под род тока может быть практически любой: коллекторные, вентильные, синхронные, асинхронные, прочие. 

### Электропередача постоянного тока
Включает в себя тяговый генератор постоянного тока и тяговые электродвигатели постоянного тока. Тяговый генератор — коллекторный с независимым возбуждением. Тяговые электродвигатели — коллекторные с последовательным возбуждением. На любой установленной частоте вращения тягового генератора управление частотой вращения тяговых электродвигателей здесь осуществляется двумя независимыми способами: изменением магнитного поля тягового генератора, изменением магнитного поля тяговых электродвигателей. То или иное направление вращения тяговых электродвигателей обычно обеспечивается изменением направления тока в их обмотках возбуждения посредством группового переключателя (реверсора).
ЭП постоянного тока является наиболее технологически доступной, и первые работоспособные ЭП транспортных машин были именно ЭП постоянного тока. Ранние конструкции непрозрачных тепловозных ЭП постоянного тока не имели систем автоматического регулирования, и за формирование гиперболической тяговой характеристики тепловоза отвечал машинист, управляя возбуждением генератора вручную отдельным контроллером на основании показаний вольтметра и амперметра (схема Вард-Леонарда). В середине 1940-х появились системы автоматического регулирования тягового генератора на основе отрицательной обратной связи по току тяговых электродвигателей (схема Лемпа). С середины 1950-х стало применяться регулирование возбуждения тяговых электродвигателей. В СССР/России наиболее совершенные системы автоматического регулирования применялись на последних серийных тепловозах с ЭП постоянного тока, выпускавшихся до начала 2000-х. В современной технике ЭП постоянного тока массово не применяются ввиду невыгодного соотношения массы коллекторного генератора к величине получаемой с него электрической мощности, относительно невысоких допустимых окружных скоростей якоря и необходимости в более частом техобслуживании щёточно-коллекторного узла. На сегодня (2020 год) транспортные машины (тепловозы в первую очередь) с ЭП постоянного тока серийно не производятся, но выпущенные ранее эксплуатируются.  

### Электропередача переменно-постоянного тока
Включает в себя тяговый генератор переменного тока, выпрямительную установку и тяговые электродвигатели постоянного тока. Тяговый генератор передачи обычно выполнен на основе многополюсной синхронной машины трёхфазного тока с независимым возбуждением, а тяговые электродвигатели обычно коллекторные с последовательным возбуждением. Также возможны и иные варианты тягового генератора (например, синхронный однофазный) и тяговых электродвигателей (например, вентильные), но наименьшую пульсацию выпрямленного напряжения (величины порядка 6-7%) обеспечивает именно трёхфазный синхронный генератор с двумя статорными обмотками, сдвинутыми относительно друг друга на 30 эл. градусов. Выпрямительная установка обычно кремниевая полупроводниковая. Как и в случае ЭП постоянного тока при любой установленной частоте вращения тягового генератора управление частотой вращения тяговых электродвигателей здесь возможно двумя независимыми способами: изменением магнитного поля тягового генератора и изменением магнитного поля тяговых электродвигателей. Направление вращения тяговых электродвигателей обычно обеспечивается изменением направления тока в их обмотках возбуждения посредством группового переключателя (реверсора).
ЭП переменно-постоянного тока может работать с точно такими же тяговыми электродвигателями и с похожими системами автоматического регулирования как ЭП постоянного тока, и основное её отличие именно в тяговом генераторе. Конструктивное усложнение ЭП ввиду обязательной необходимости выпрямительной установки обусловлено преимуществами, которые даёт применение синхронного генератора переменного тока по сравнению с коллекторным генератором постоянного тока: почти вдвое меньшей массой на единицу вырабатываемой электрической мощности и преимуществом в эксплуатационной надёжности. И то и другое объясняется особенностями конструкции вращающихся электрических синхронных машин, а именно, отсутствием в них щёточно-коллекторного узла, что с одной стороны позволяет создавать генераторы с более высокими  окружными скоростями на поверхности ротора, а значит сделать тяговый генератор более компактным и лёгким при той же мощности, а с другой стороны повышает надёжность токосъёма. Также, более высокие допустимые частоты вращения синхронных генераторов переменного тока позволяют соединять их с высокооборотными первичными двигателями, типа газотурбинных, без редуктора, а значит с существенной экономией по массе дизель-генераторной установки.
ЭП переменно-постоянного тока стали возможны только с появлением относительно нетяжёлых и надёжных кремниевых выпрямительных установок. Актуальны до сих пор (2020 год), и в непрозрачном варианте широко применяются на многих тяжёлых  транспортных машинах, от карьерных самосвалов до крупных судов. Являются основным видом ЭП современных серийных магистральных и тяжёлых маневровых тепловозов российского производства.

### Электропередача переменного тока
Включает в себя тяговый генератор переменного тока, тяговые электродвигатели переменного тока. С точки зрения типа применяемых вращающихся электрических машин ЭП переменного тока не имеет канонического вида, как ввиду отсутствия крупносерийного применения, подтверждённого практикой эксплуатации, так и ввиду различных эксплуатационных возможностей, которые даёт та или иная комбинация электрических машин, которые могут быть асинхронными, синхронными, вентильными. Простейшая ЭП переменного тока состоит из синхронного тягового генератора и асинхронных тяговых двигателей. Такая ЭП будет прозрачной, и крутящие моменты на валу тягового генератора и тягового электродвигателя будет пропорциональны. Формирование гиперболической тяговой характеристики при такой схеме затруднено, но она применима либо там, где в этом нет необходимости, либо в комбинации с турбовальным ГТД. Более сложные ЭП переменного тока могут включать в себя преобразователь, состоящий из выпрямителя и инвертора, и предполагать двойное преобразование рода тока: из переменного в постоянный и опять в переменный. Такая ЭП может быть «непрозрачной» и обеспечивать транспортной машине гиперболическую тяговую характеристику, что потенциально позволяет применять её на тепловозах с дизельными ДВС. Также возможны прочие схемы, в том числе с применением вентильных тяговых электродвигателей. 

## Преимущества и недостатки
Электрическая передача обеспечивает удобное изменение частоты и направления вращения на выходе, плавное трогание с места, а также распределение мощности на несколько ведущих колёс/осей; генераторная установка может быть расположена в любом месте транспортного средства независимо от расположения тяговых электродвигателей и не ограничивает (в пределах гибкости кабелей, питающих электродвигатели) перемещение электродвигателей относительно генератора, что значительно повышает простоту и надёжность механической части.
В то же время все компоненты электрической передачи имеют большую массу, а для их изготовления расходуется большое количество цветных металлов, прежде всего сильно дорожающей в 2010-х годах меди.

## Применение
- Автобусы
- Карьерные самосвалы
- Тепловозы
- Трактора
- Бронетехника
- Теплоходы
- Атомоходы
- Гибридные автомобили